# Peterskirche (Löchgau)

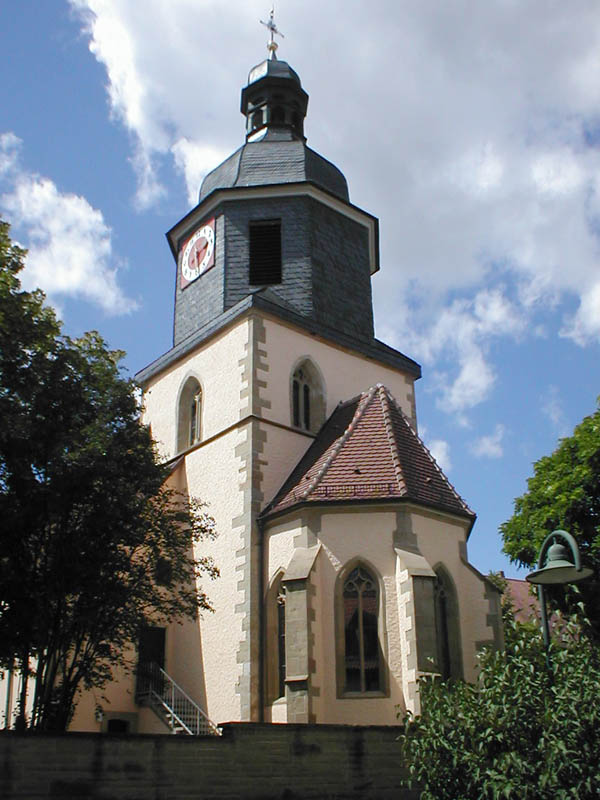
Peterskirche in Löchgau

Die evangelische Peterskirche steht in Löchgau, einer Gemeinde im Landkreis Ludwigsburg in Baden-Württemberg. Das Bauwerk ist beim Landesamt für Denkmalpflege Baden-Württemberg als Baudenkmal eingetragen. Die Kirche gehört zum Kirchenbezirk Besigheim der Evangelischen Landeskirche in Württemberg. Namensgeber der Kirche ist Simon Petrus.

## Beschreibung
Die spätgotische Saalkirche aus verputzten Bruchsteinen besteht aus dem 1756 erweiterten Langhaus, dem von Strebepfeilern gestützten Chor mit Fünfachtelschluss im Osten und dem dazwischen befindlichen Chorturm auf quadratischem Grundriss, der 1756/76 seine heutige Gestalt erhielt. Er wurde mit einem achteckigen, schiefergedeckten Geschoss aufgestockt, das die Turmuhr und den Glockenstuhl für fünf Kirchenglocken enthält, und mit einer Glockenhaube bedeckt, die mit einer Laterne bekrönt ist.
Der Innenraum des Chors ist mit einem Netzgewölbe überspannt. Das mittlere der drei Lanzettfenster im Chor ist mit einer Glasmalerei von Adolf Saile mit Szenen aus der Petrusgeschichte versehen. Zur Kirchenausstattung gehören eine Kanzel von 1756 und ein Taufbecken von 1765. Die 1959 von Richard Rensch gebaute Orgel wurde 2007 von der Firma Orgelbau Lenter restauriert.